# جایزه گویا برای بهترین فیلم
جایزه گویا برای بهترین فیلم (به اسپانیایی: Premio Goya a la mejor película) یکی از جوایز گویاست که اصلی‌ترین جایزهٔ ملی اسپانیا برای فیلم‌ها به حساب می‌آید.

## جایزه و نامزد

### دهه ۱۹۸۰
| سال          | عنوان فیلم                                                            | عنوان اصلی                               | کارگردان                |
| ------------ | --------------------------------------------------------------------- | ---------------------------------------- | ----------------------- |
| ۱۹۸۶ (اول)   | سفر به هیچ‌کجا                                                         | El viaje a ninguna parte                 | فرناندو فرنان گومز      |
| ۱۹۸۶ (اول)   | ۲۷ ساعت                                                               | 27 horas                                 | مونچو آرمنداریس         |
| ۱۹۸۶ (اول)   | نیمی از بهشت                                                          | La mitad del cielo                       | مانوئل گوتی‌یرس آراگن    |
| ۱۹۸۷ (دوم)   | جنگل افسون‌شده                                                         | El bosque animado                        | خوزه لوئیس کوئردا       |
| ۱۹۸۷ (دوم)   | Divine Words                                                          | Divinas palabras                         | خوزه لوئیز گارسیا سانچز |
| ۱۹۸۷ (دوم)   | El Lute: Run for Your Life                                            | El Lute: camina o revienta               | ویسنته آراندا           |
| ۱۹۸۸ (سوم)   | زنان در آستانه فروپاشی عصبی (نامزد جایزه اسکار بهترین فیلم خارجی‌زبان) | Mujeres al borde de un ataque de nervios | پدرو آلمودوار           |
| ۱۹۸۸ (سوم)   | قایقرانی با باد                                                       | Remando al viento                        | گونثالو سوارث           |
| ۱۹۸۸ (سوم)   | The Tunnel                                                            | El túnel                                 | Antonio Drove           |
| ۱۹۸۸ (سوم)   | Wait for Me in Heaven                                                 | Espérame en el cielo                     | آنتونیو مرسرو           |
| ۱۹۸۸ (سوم)   | Winter Diary                                                          | Diario de invierno                       | فرانسیسکو رگیرو         |
| ۱۹۸۹ (چهارم) | وسواس بیمارگونه                                                       | El sueño del mono loco                   | فرناندو تروئبا          |
| ۱۹۸۹ (چهارم) | Esquilache                                                            | Esquilache                               | Josefina Molina         |
| ۱۹۸۹ (چهارم) | Montoyas y Tarantos                                                   | Montoyas y Tarantos                      | Vicente Escrivá         |
| ۱۹۸۹ (چهارم) | Moon Child                                                            | El niño de la luna                       | آگوستی ویارونگا         |
| ۱۹۸۹ (چهارم) | The Sea and the Weather                                               | El mar y el tiempo                       | فرناندو فرنان گومز      |

### دهه ۱۹۹۰
| سال            | عنوان فیلم                                                     | عنوان اصلی                                      | کارگردان              |
| -------------- | -------------------------------------------------------------- | ----------------------------------------------- | --------------------- |
| ۱۹۹۰ (پنجم)    | آی کارملا!                                                     | ¡Ay, Carmela!                                   | کارلوس سائورا         |
| ۱۹۹۰ (پنجم)    | Letters from Alou                                              | Las cartas de Alou                              | مونچو آرمنداریس       |
| ۱۹۹۰ (پنجم)    | منو ببند!                                                      | ¡Átame!                                         | پدرو آلمودوار         |
| ۱۹۹۱ (ششم)     | عشاق                                                           | Amantes                                         | ویسنته آراندا         |
| ۱۹۹۱ (ششم)     | مرد و ابرمرد                                                   | Don Juan en los infiernos                       | گونثالو سوارث         |
| ۱۹۹۱ (ششم)     | The Dumbfounded King                                           | El rey pasmado                                  | ایمانول اوریبه        |
| ۱۹۹۲ (هفتم)    | روزگار خوش (برندهٔ جایزه اسکار بهترین فیلم خارجی‌زبان)           | Belle Époque                                    | فرناندو تروئبا        |
| ۱۹۹۲ (هفتم)    | The Fencing Master                                             | El maestro de esgrima                           | پدرو اولئا            |
| ۱۹۹۲ (هفتم)    | خامون خامون                                                    | Jamón, jamón                                    | بیگاس لونا            |
| ۱۹۹۳ (هشتم)    | همگی به‌سوی زندان                                               | Todos a la cárcel                               | لوئیس گارسیا برلانگا  |
| ۱۹۹۳ (هشتم)    | مزاحم                                                          | Intruso                                         | ویسنته آراندا         |
| ۱۹۹۳ (هشتم)    | Shadows in a Conflict                                          | Sombras en una batalla                          | ماریو کاموس           |
| ۱۹۹۴ (نهم)     | وقت تنگ است                                                    | Días contados                                   | ایمانول اوریبه        |
| ۱۹۹۴ (نهم)     | Cradle Song                                                    | Canción de cuna                                 | خوزه لوئیس گارسی      |
| ۱۹۹۴ (نهم)     | Turkish Passion                                                | La pasión turca                                 | ویسنته آراندا         |
| ۱۹۹۵ (دهم)     | هیچ‌کس پس از مرگمان از ما یاد نخواهد کرد                        | Nadie hablará de nosotras cuando hayamos muerto | آگوستین دیاس یانس     |
| ۱۹۹۵ (دهم)     | روز هیولا                                                      | El día de la bestia                             | الکس دل‌ایگلسیا        |
| ۱۹۹۵ (دهم)     | Mouth to Mouth                                                 | Boca a boca                                     | مانوئل گومس پریرا     |
| ۱۹۹۶ (یازدهم)  | تز                                                             | Tesis                                           | آلخاندرو آمنابار      |
| ۱۹۹۶ (یازدهم)  | Bwana                                                          | Bwana                                           | ایمانول اوریبه        |
| ۱۹۹۶ (یازدهم)  | The Dog in the Manger                                          | El perro del hortelano                          | پیلار میرو            |
| ۱۹۹۷ (دوازدهم) | بخت نیک                                                        | La buena estrella                               | ریکاردو فرانکو        |
| ۱۹۹۷ (دوازدهم) | Martín (Hache)                                                 | Martín (Hache)                                  | آدولفو آریستارائین    |
| ۱۹۹۷ (دوازدهم) | Secrets of the Heart (نامزد جایزه اسکار بهترین فیلم خارجی‌زبان) | Secretos del corazón                            | مونچو آرمنداریس       |
| ۱۹۹۸ (سیزدهم)  | دختر رؤیاهای شما                                               | La niña de tus ojos                             | فرناندو تروئبا        |
| ۱۹۹۸ (سیزدهم)  | باریو                                                          | Barrio                                          | فرناندو لئون د آرانوا |
| ۱۹۹۸ (سیزدهم)  | پدربزرگ (نامزد جایزه اسکار بهترین فیلم خارجی‌زبان)              | El abuelo                                       | خوزه لوئیس گارسی      |
| ۱۹۹۸ (سیزدهم)  | Open Your Eyes                                                 | Abre los ojos                                   | آلخاندرو آمنابار      |
| ۱۹۹۹ (چهاردهم) | همه چیز درباره مادرم (برندهٔ جایزه اسکار بهترین فیلم خارجی‌زبان) | Todo sobre mi madre                             | پدرو آلمودوار         |
| ۱۹۹۹ (چهاردهم) | تنها                                                           | Solas                                           | بنیتو سامبرانو        |
| ۱۹۹۹ (چهاردهم) | زبان پروانه‌ها                                                  | La lengua de las mariposas                      | خوزه لوئیس کوئردا     |
| ۱۹۹۹ (چهاردهم) | By My Side Again                                               | Cuando vuelvas a mi lado                        | گراثیا کره‌ختا         |

### دهه ۲۰۰۰
| سال                 | عنوان فیلم                                               | عنوان اصلی                      | کارگردان              |
| ------------------- | -------------------------------------------------------- | ------------------------------- | --------------------- |
| ۲۰۰۰ (پانزدهم)      | بولا                                                     | El bola                         | آچرو مانیاس           |
| ۲۰۰۰ (پانزدهم)      | La comunidad                                             | La comunidad                    | الکس دل‌ایگلسیا        |
| ۲۰۰۰ (پانزدهم)      | لئو                                                      | Leo                             | خوزه لوئیس بورائو     |
| ۲۰۰۰ (پانزدهم)      | You're the One                                           | Una historia de entonces        | خوزه لوئیس گارسی      |
| ۲۰۰۱ (شانزدهم)      | دیگران (فیلم ۲۰۰۱)                                       | Los otros                       | آلخاندرو آمنابار      |
| ۲۰۰۱ (شانزدهم)      | وسوسه‌ام نکن (فیلم)                                       | Sin noticias de Dios            | آگوستین دیاس یانس     |
| ۲۰۰۱ (شانزدهم)      | عشق دیوانه‌وار (فیلم ۲۰۰۱)                                | Juana la Loca                   | ویسنته آراندا         |
| ۲۰۰۱ (شانزدهم)      | لوسیا و سکس                                              | Lucía y el sexo                 | خولیو مدم             |
| ۲۰۰۲ (هفدهم)        | دوشنبه‌ها در آفتاب                                        | Los lunes al sol                | فرناندو لئون د آرانوا |
| ۲۰۰۲ (هفدهم)        | In the City Without Limits                               | En la ciudad sin límites        | Antonio Hernández     |
| ۲۰۰۲ (هفدهم)        | جنبه دیگر همبستر شدن                                     | El otro lado de la cama         | امیلیو مارتینز-لازارو |
| ۲۰۰۲ (هفدهم)        | با او حرف بزن                                            | Hable con ella                  | پدرو آلمودوار         |
| ۲۰۰۳ (هجدهم)        | چشم‌هایم برای تو                                          | Te doy mis ojos                 | ایثیار بولائین        |
| ۲۰۰۳ (هجدهم)        | طبقه چهارم                                               | Planta 4ª                       | آنتونیو مرسرو         |
| ۲۰۰۳ (هجدهم)        | زندگی‌ام بدون من                                          | Mi vida sin mí                  | ایزابل کوشت           |
| ۲۰۰۳ (هجدهم)        | Soldiers of Salamina                                     | Soldados de Salamina            | داوید تروئبا          |
| ۲۰۰۴ (نوزدهم)       | دریای درون (برندهٔ جایزه اسکار بهترین فیلم خارجی‌زبان)     | Mar adentro                     | آلخاندرو آمنابار      |
| ۲۰۰۴ (نوزدهم)       | تربیت بد                                                 | La mala educación               | پدرو آلمودوار         |
| ۲۰۰۴ (نوزدهم)       | Roma                                                     | Roma                            | آدولفو آریستارائین    |
| ۲۰۰۴ (نوزدهم)       | کاروسل حوالی ۱۹۵۰                                        | Tiovivo c. 1950                 | خوزه لوئیس گارسی      |
| ۲۰۰۵ (بیستم)        | زندگی پنهان کلمات                                        | La vida secreta de las palabras | ایزابل کوشت           |
| ۲۰۰۵ (بیستم)        | 7 Virgins                                                | 7 vírgenes                      | Alberto Rodríguez     |
| ۲۰۰۵ (بیستم)        | Obaba                                                    | Obaba                           | مونچو آرمنداریس       |
| ۲۰۰۵ (بیستم)        | شاهزاده‌ها                                                | Princesas                       | فرناندو لئون د آرانوا |
| ۲۰۰۶ (بیست و یکم)   | بازگشت                                                   | Volver                          | پدرو آلمودوار         |
| ۲۰۰۶ (بیست و یکم)   | آلاتریست                                                 | Alatriste                       | آگوستین دیاس یانس     |
| ۲۰۰۶ (بیست و یکم)   | هزارتوی پن (نامزد جایزه اسکار بهترین فیلم خارجی‌زبان)     | El laberinto del fauno          | گیرمو دل تورو         |
| ۲۰۰۶ (بیست و یکم)   | سالوادور                                                 | Salvador (Puig Antich)          | مانوئل اوئرگا         |
| ۲۰۰۷ (بیست و دوم)   | انزوا                                                    | La soledad                      | ژایمه رسالس           |
| ۲۰۰۷ (بیست و دوم)   | ۱۳ رز                                                    | Las 13 rosas                    | امیلیو مارتینز-لازارو |
| ۲۰۰۷ (بیست و دوم)   | یتیم‌خانه                                                 | El orfanato                     | خوان آنتونیو بایونا   |
| ۲۰۰۷ (بیست و دوم)   | هفت میز بیلیارد                                          | Siete mesas de billar francés   | گراثیا کره‌ختا         |
| ۲۰۰۸ (بیست و سوم)   | کامینو                                                   | Camino                          | خاویر فسر             |
| ۲۰۰۸ (بیست و سوم)   | The Blind Sunflowers                                     | Los girasoles ciegos            | خوزه لوئیس کوئردا     |
| ۲۰۰۸ (بیست و سوم)   | Just Walking                                             | Sólo quiero caminar             | آگوستین دیاس یانس     |
| ۲۰۰۸ (بیست و سوم)   | قتل‌های آکسفورد                                           | Los crímenes de Oxford          | الکس دل‌ایگلسیا        |
| ۲۰۰۹ (بیست و چهارم) | سلول ۲۱۱                                                 | Celda 211                       | دانیل مونثون          |
| ۲۰۰۹ (بیست و چهارم) | آگورا                                                    | Ágora                           | آلخاندرو آمنابار      |
| ۲۰۰۹ (بیست و چهارم) | The Dancer and the Thief                                 | El baile de la victoria         | فرناندو تروئبا        |
| ۲۰۰۹ (بیست و چهارم) | راز چشمان آن‌ها (برندهٔ جایزه اسکار بهترین فیلم خارجی‌زبان) | El Secreto de sus ojos          | خوان خوزه کامپانلا    |

### دهه ۲۰۱۰
| سال                | عنوان فیلم                                            | عنوان اصلی                           | کارگردان                         |
| ------------------ | ----------------------------------------------------- | ------------------------------------ | -------------------------------- |
| ۲۰۱۰ (بیست و پنجم) | نان سیاه                                              | Pa negre (Pan negro)                 | آگوستی ویارونگا                  |
| ۲۰۱۰ (بیست و پنجم) | The Last Circus                                       | Balada triste de trompeta            | الکس دل‌ایگلسیا                   |
| ۲۰۱۰ (بیست و پنجم) | مدفون                                                 | Buried (Enterrado)                   | رودریگو کورتس                    |
| ۲۰۱۰ (بیست و پنجم) | Even the Rain                                         | También la lluvia                    | ایثیار بولائین                   |
| ۲۰۱۱ (بیست و ششم)  | نابکاران آسوده نخواهند ماند                           | No habrá paz para los malvados       | انریکه اوربیثو                   |
| ۲۰۱۱ (بیست و ششم)  | بلک‌تورن                                               | Blackthorn                           | ماتئو خیل                        |
| ۲۰۱۱ (بیست و ششم)  | پوستی که در آن زندگی می‌کنم                            | La piel que habito                   | پدرو آلمودوار                    |
| ۲۰۱۱ (بیست و ششم)  | La voz dormida                                        | La voz dormida                       | بنیتو سامبرانو                   |
| ۲۰۱۲ (بیست و هفتم) | سفید برفی                                             | Blancanieves                         | پابلو برگر                       |
| ۲۰۱۲ (بیست و هفتم) | The Artist and the Model                              | El artista y la modelo               | فرناندو تروئبا                   |
| ۲۰۱۲ (بیست و هفتم) | واحد ۷                                                | Grupo 7                              | آلبرتو رودریگز لیبره‌رو           |
| ۲۰۱۲ (بیست و هفتم) | غیرممکن                                               | Lo imposible                         | خوان آنتونیو بایونا              |
| ۲۰۱۳ (بیست و هشتم) | زندگی با چشمان بسته آسان است                          | Vivir es fácil con los ojos cerrados | داوید تروئبا                     |
| ۲۰۱۳ (بیست و هشتم) | پانزده سال و یک روز                                   | 15 años y un día                     | گراثیا کره‌ختا                    |
| ۲۰۱۳ (بیست و هشتم) | آدم‌خواری                                              | Caníbal                              | مانوئل مارتین کوئنکا             |
| ۲۰۱۳ (بیست و هشتم) | خانواده بزرگ اسپانیایی                                | La gran familia española             | دانیل سانچس آره‌بالو              |
| ۲۰۱۳ (بیست و هشتم) | Wounded                                               | La herida                            | Fernando Franco                  |
| ۲۰۱۴ (بیست و نهم)  | لجن‌زار                                                | La isla mínima                       | آلبرتو رودریگز لیبره‌رو           |
| ۲۰۱۴ (بیست و نهم)  | ال نینیو                                              | El Niño                              | دانیل مونثون                     |
| ۲۰۱۴ (بیست و نهم)  | Loreak (Flowers)                                      | Loreak                               | Jon Garaño and José Mari Goenaga |
| ۲۰۱۴ (بیست و نهم)  | قصه‌های وحشی (نامزد جایزه اسکار بهترین فیلم خارجی‌زبان) | Relatos salvajes                     | دامیان زیفرون                    |
| ۲۰۱۴ (بیست و نهم)  | دختر جادویی (فیلم)                                    | Magical Girl                         | کارلوس ورموت                     |
| ۲۰۱۵ (سی‌ام)        | ترومن                                                 | Truman                               | سزگ گای                          |
| ۲۰۱۵ (سی‌ام)        | Nothing in Return                                     | A cambio de nada                     | Daniel Guzmán                    |
| ۲۰۱۵ (سی‌ام)        | عروس                                                  | La novia                             | پائولا اورتیس                    |
| ۲۰۱۵ (سی‌ام)        | شب بی‌پایان                                            | Nadie quiere la noche                | ایزابل کوشت                      |
| ۲۰۱۵ (سی‌ام)        | یک روز عالی                                           | Un día perfecto                      | فرناندو لئون د آرانوا            |
| ۲۰۱۶ (سی و یکم)    | خشم مردی صبور                                         | Tarde para la ira                    | رائول آره‌بالو                    |
| ۲۰۱۶ (سی و یکم)    | مرد هزارچهره                                          | El hombre de las mil caras           | آلبرتو رودریگز لیبره‌رو           |
| ۲۰۱۶ (سی و یکم)    | جولیتا                                                | Julieta                              | پدرو آلمودوار                    |
| ۲۰۱۶ (سی و یکم)    | Que Dios nos perdone                                  | Que Dios nos perdone                 | رودریگو سوروگوین                 |
| ۲۰۱۶ (سی و یکم)    | هیولایی فرا می‌خواند                                   | Un monstruo viene a verme            | خوان آنتونیو بایونا              |